# Jean François de Noailles
Jean François de Noailles, "Marchese di Noailles" (marquis de Noailles) (28 agosto 1658 – 23 giugno 1692), è stato un nobile e militare francese.
Era il figlio di Anne de Noailles, duca di Noailles e di sua moglie Louise Boyer
Sposò Marguerite Thérèse Rouillé; ebbero due figlie;
1. Louise Antoinette de Noailles (25 febbraio 1688 - 21 agosto 1690)
2. Anne Catherine de Noailles (28 settembre 1694 - 7 novembre 1716 ella sposò Louis François Armand de Vignerot du Plessis, "Duca de Richelieu"